# پنبه مله

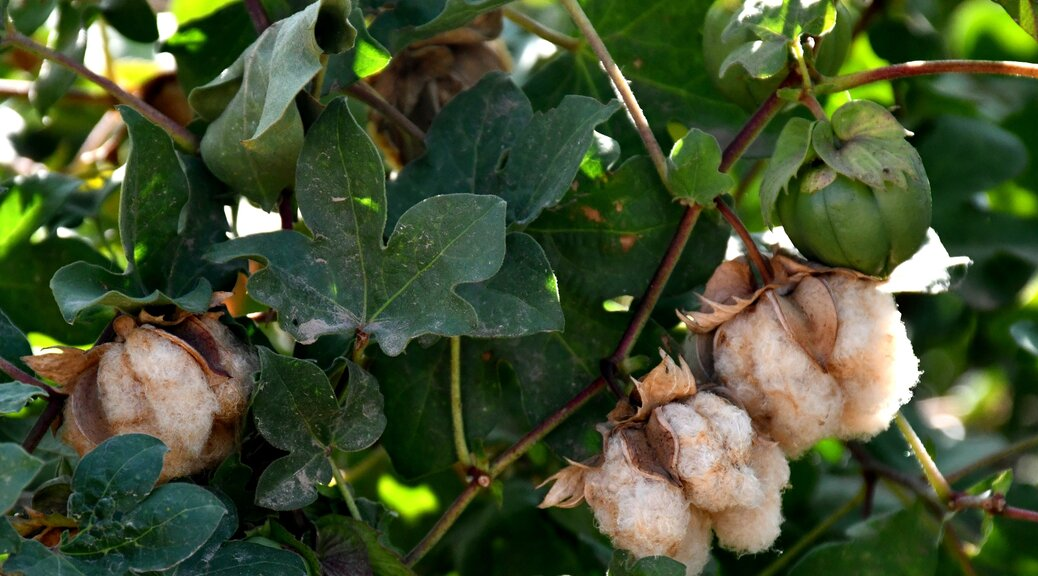
پنبه مله

پنبهٔ مله نوعی پنبه سرخ‌فام است که در شهرستان خوسف استان خراسان جنوبی ایران کشت می‌شود. طیف رنگی این نوع پنبه از کرم روشن تا قهوه‌ای آجری متغیر است و نسبت به پنبه معمولی نرم‌تر است. علت رنگی‌بودن این نوع پنبه، خاک و آب و هوای منطقه خوسف است.
سطح زیر کشت این نوع پنبه در سال ۱۴۰۳، حدود شش هکتار بوده است.